# Virus o’nyong’nyong
El virus o'nyong'nyong o virus o'nyong-nyong es un virus que fue aislado por primera vez por el Uganda Virus Research Institute en Entebbe, Uganda en 1959. El virus puede infectar humanos y causarles enfermedad, aunque no la muerte. Se transmite por picaduras de un mosquito infectado. Es el único virus cuyos vectores primarios son mosquitos del género Anopheles (Anopheles funestus y Anopheles gambiae).
La enfermedad causada por el virus se conoce como fiebre o’nyong’nyong, con síntomas como fiebre, rash, poliartritis, entre otros. Hubo probablemente tres epidemias conocidas de fiebre o’nyong’nyong, una entre 1959 y 1962, situación en la que se descubrió el virus, en Uganda y alrededores hasta Mozambique afectando a dos millones de personas, otra entre 1996 y 1997 confinada a Uganda, y hay evidencias de una anterior entre 1904 y 1906.

## Diagnóstico diferencial
Se puede dar un diagnóstico diferencial entre virus o’nyong’nyong y la fiebre de Zika.